# Akt von Gnesen

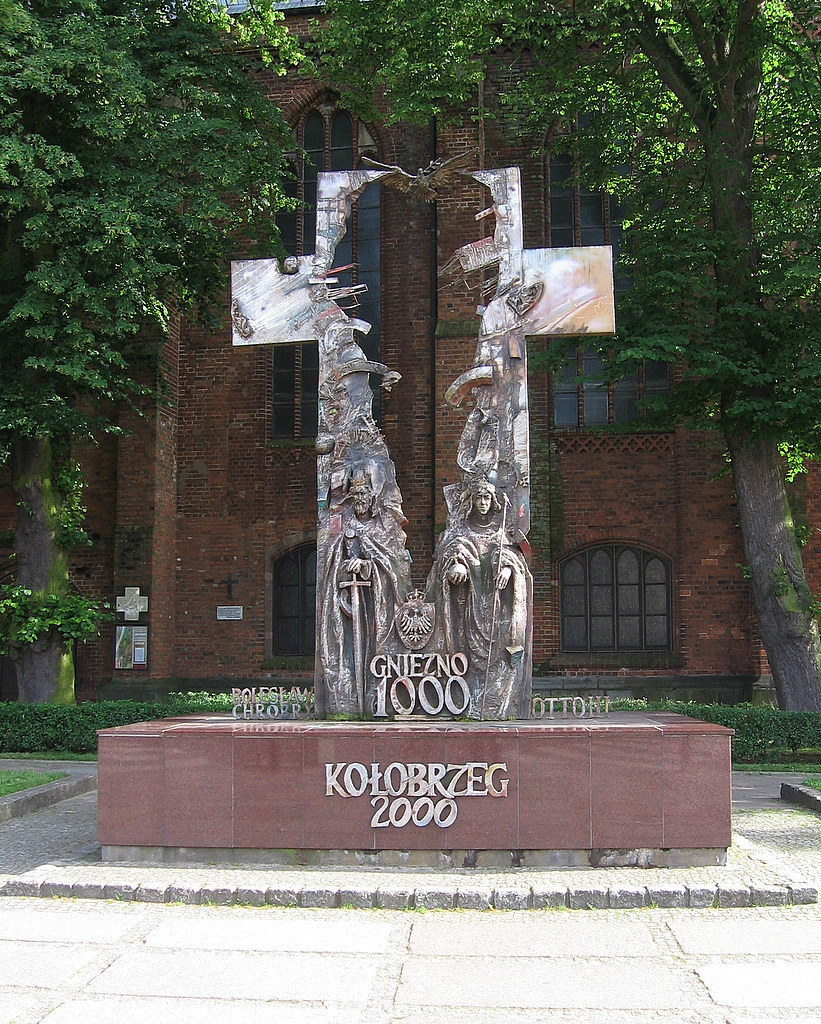
Denkmal in Kołobrzeg (Kolberg) zur Erinnerung an den Akt von Gnesen. Im Rahmen des Akts erfolgte die Gründung des ersten Bistums in Pommern unter dem Bischof Reinbern.

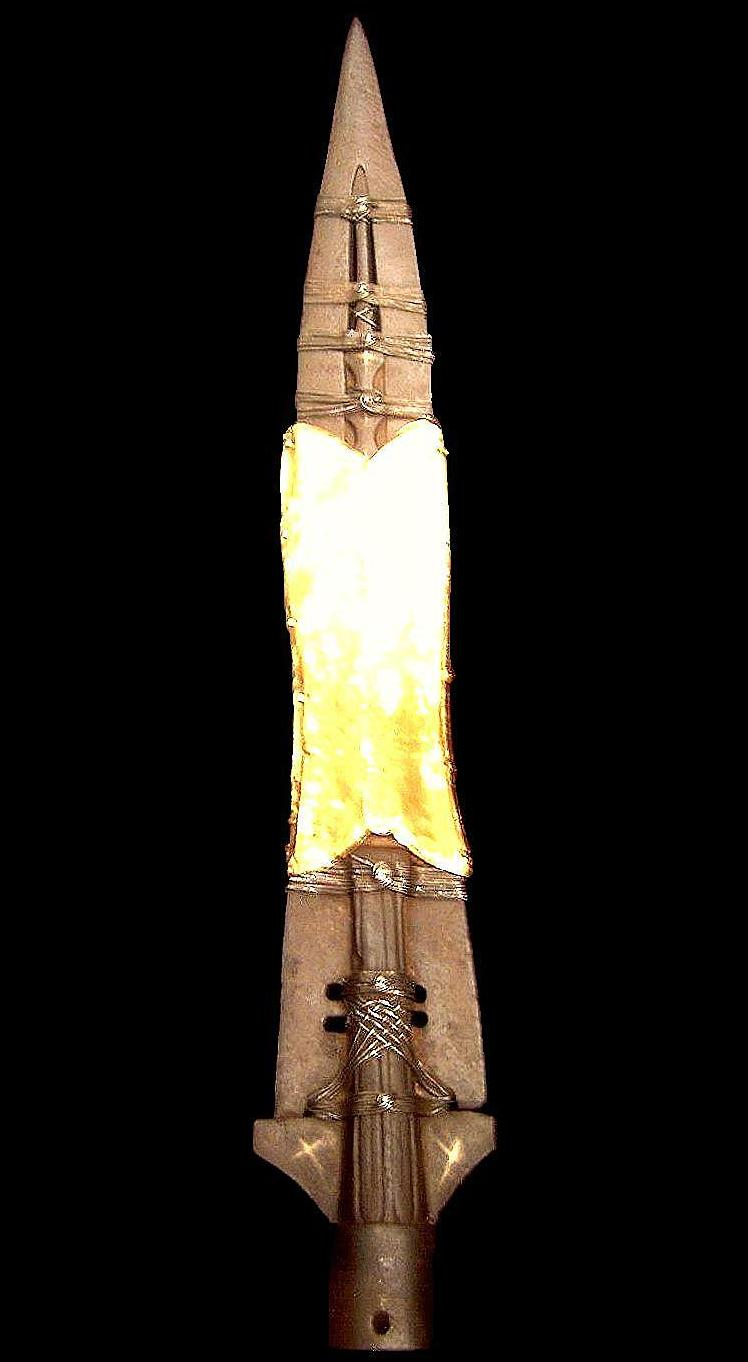
Die Speerspitze der Heiligen Lanze, Schatzkammer (Wien)

Der Akt von Gnesen (polnisch Zjazd gnieźnieński, englisch Congress of Gniezno) im Februar/März 1000 führte zur Errichtung der Kirchenprovinz Gnesen und zur Rangerhöhung Bolesławs durch Kaiser Otto III.
Der vermutlich entscheidende Auslöser der Reise des Kaisers Otto nach Gnesen war der Märtyrertod Bischof Adalberts von Prag, der am 23. April 997 von den heidnischen Pruzzen erschlagen worden war. Nach den hagiographischen Quellen ist Otto nach Gnesen aufgebrochen, um die Reliquien Adalberts zu bekommen. Nach Thietmar von Merseburg war das Ziel der Reise am Grabe des hl. Adalbert (orationis causa) zu beten. Außerdem sollte sie zur Gründung des Erzbistums Gnesen führen. Um das Weihnachtsfest 999 brach Otto III. von Rom zu der Fahrt nach Gnesen auf. Am 17. Januar ist er nördlich der Alpen am bayerischen Staffelsee nachweisbar. Zum ersten Mal taucht am Staffelsee der Zusatz zum Kaisertitel auf, aus dem man weitreichende Absichten für die Reise geschlossen hat: Servus Jesu Christi et Romanorum imperator Augustus secundum voluntatem Dei salvatorisque nostrique liberatoris (Diener Jesu Christi und Kaiser der Römer, Augustus nach dem Willen Gottes, unseres Erlösers und Retters). Auf der ganzen Fahrt wurde diese Devotionsformel dem Kaisertitel hinzugefügt und nach der Rückreise in die Formel servus apostolorum (Diener der Apostel) abgeändert. Mit diesen Formeln stellte sich der Kaiser in die Tradition der Ausbreitung des christlichen Glaubens.
Die Quellen betonen bei der Fahrt die vielfältigen Ehren, die Otto nördlich der Alpen erwiesen worden sind. Nach Thietmar von Merseburg sei nie ein Kaiser ruhmvoller aus Rom ausgezogen und dorthin zurückgekehrt. In Eulau am Bober wurde Otto ehrenvoll von Bolesław empfangen und nach Gnesen geleitet. Der ehrenvolle Empfang zeigt, dass Boleslaw von der Ankunft des Kaisers nicht überrascht wurde.
Otto zog barfuß in Gnesen ein und wurde von Bischof Unger von Posen an das Grab des heiligen Adalbert geleitet. Otto ließ für Adalbert einen Altar errichten und gründete in Gnesen eine Kirchenprovinz, der die drei Bistümer Kolberg, Krakau und Breslau unterstellt wurden. Otto III gab Bolesław eine Kopie der Heiligen Lanze, und Bolesław I. Chobry schenkte dem Kaiser dafür eine Armreliquie des hl. Adalbert. Die drei namentlich genannten Bischöfe Poppo von Krakau, Johannes von Breslau und Reinbern von Kolberg wurden dem Erzbistum Gnesen unterstellt. Die Gründung des Erzbistums Gnesen wurde ohne die Zustimmung des Posener Bischofs Unger durchgeführt. Die verweigerte Zustimmung des Ortsbischofs zur Gründung eines Erzbistums bedeutete kirchenrechtlich ein Veto. Doch hatte der Einspruch Ungers in der Praxis keine Bedeutung. Thietmar erzählt mit deutlicher Kritik (ut spero, legittime), dass der Kaiser das Erzbistum errichtet habe.
Mit der kirchlichen Unabhängigkeit Polens war eine Aufwertung der Herrschaft Boleslaws verbunden. Strittig ist jedoch, ob es sich um eine Aufwertung als König oder eine Aufwertung als Freund des Kaisers gehandelt habe. Nach Thietmar von Merseburg habe Otto Bolesław vom tributarius (Tributpflichtigen) zum dominus (Herrn) erhoben. Es ist in den sächsischen Quellen die einzige Nachricht über eine Rangerhöhung Bolesławs. Sächsische Quellen berichten erst 1025 von einer Königserhebung. Hingegen berichtet die im 12. Jahrhundert entstandene Chronik Polens des Gallus Anonymus von einer Königserhebung Bolesławs durch Otto. Der Kaiser soll Boleslaw als „Bruder und Mithelfer des Imperiums“ (fratrem et cooperatorem imperii constituit) ausgezeichnet und „zum Freund und Genossen des römischen Volkes“ (populi Romani amicum et socium) gemacht haben. Die Königserhebung bestand dabei nur aus einem weltlichen Akt, indem der Kaiser die Krone Boleslaw aufs Haupt setzte. Es werden keinerlei kirchliche Akte oder Zeremonien erwähnt. Mehrere Akte waren jedoch bei einem Freundschaftsbündnis üblich: der Austausch von Reliquien und Geschenken, die Betonung der demonstrativen Einheit durch ein mehrtägiges Gelage, die Bezeichnung als frater, amicus und socius. Die Erwartungen Boleslaws scheinen jedenfalls erfüllt worden sein, denn er gab Otto ein glanzvolles Geleit ins Reich zurück und begleitete ihn über Magdeburg nach Aachen. In Aachen soll Otto nach der Öffnung des Karlsgrabes Bolesław gar einen Thronsessel aus dem Grab des Karolingers geschenkt haben.